# Blake y Mortimer

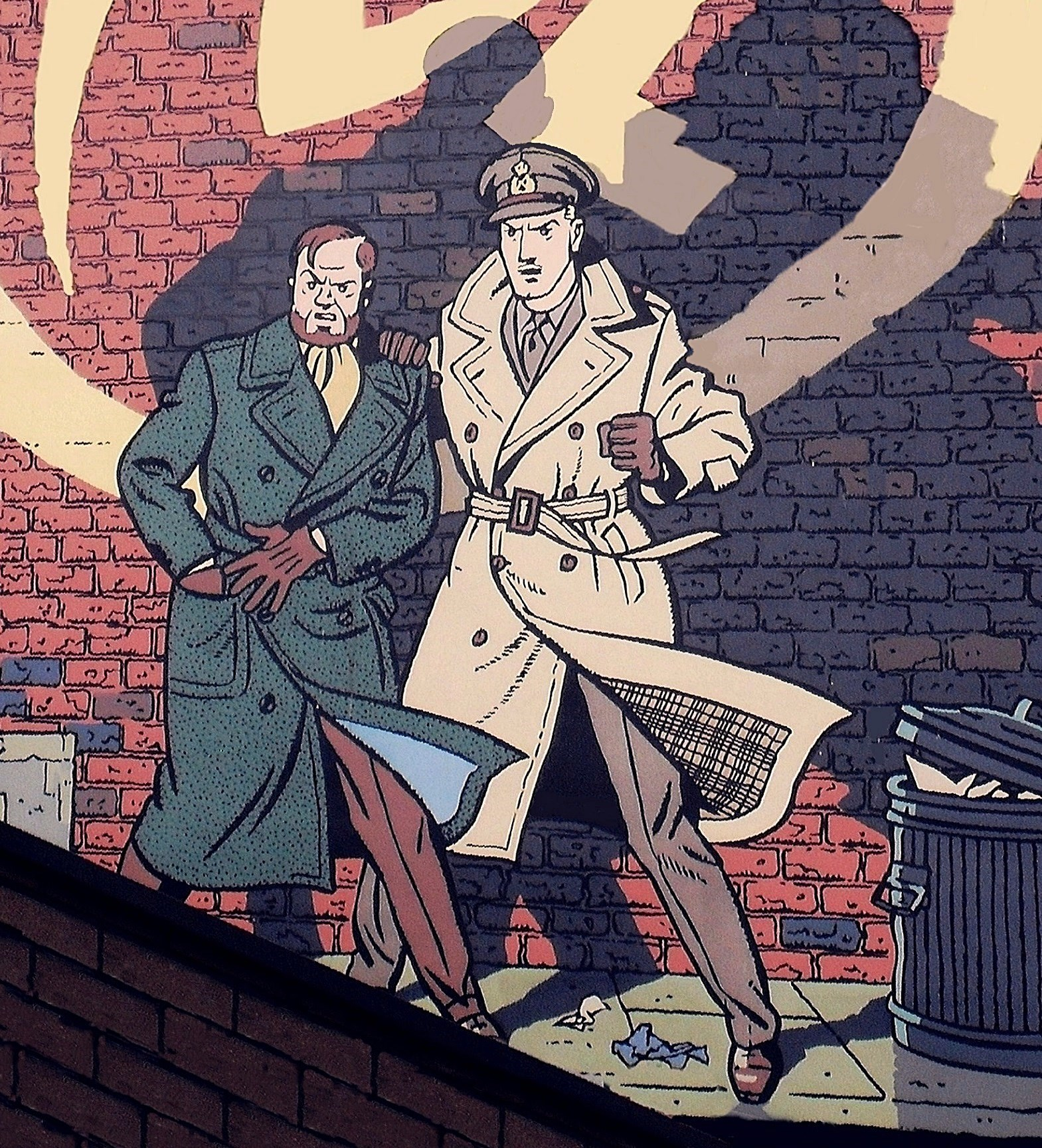
Blake (derecha) y Mortimer: mural de Bruselas en que están representados como en la cubierta de La Marca amarilla

Blake y Mortimer (en francés Blake et Mortimer) es una serie de historietas creada por el escritor e historietista belga Edgar P. Jacobs. Apareció por primera vez en la revista Tintin el 5 de septiembre de 1946, una de las primeras en aparecer allí, y se publicó luego en formato de álbum por Les Éditions du Lombard. La serie sigue las aventuras de Philip Mortimer, un destacado científico británico, y su amigo el capitán Francis Blake, del MI5. El principal antagonista es su enemigo acérrimo, el coronel Olrik, que ha aparecido en casi todos los álbumes. Sus confrontaciones los llevan a los terrenos de la investigación detectivesca y de la ciencia ficción, abordando temas como los viajes en el tiempo, la Atlántida o el espionaje.
Tras la muerte de Jacobs, en 1987, la aventura inconclusa Las tres fórmulas del profesor Sato fue dibujada, con guiones de Jacobs, por Bob de Moor. Después, la serie ha sido continuada por dos equipos distintos de artistas y escritores, y continúa publicándose en la actualidad.
En 1997 se produjo una serie de televisión francesa basada en la serie: Blake et Mortimer.
Los libros que escribió el propio Jacobs suelen estar ambientados en la misma época en la que se escribieron, pero aquellos escritos por otras personas después de su muerte están ambientados principalmente en las décadas de 1950 y 1960.

## Personajes principales
Dan nombre a la serie Blake y Mortimer, dos caballeros solteros que comparten la misma residencia (igual que Sherlock Holmes y el doctor Watson). El autor no narró inicialmente las biografías de sus personajes, que son descritos solamente como dos orgullosos británicos que sirven al gobierno de Su Majestad la Reina. Las vidas previas de los personajes son descritas en Los sarcófagos del sexto continente, que no fue escrito por Jacobs, en los cuales se describe cómo se conocieron en la India colonial. Es también en esa historia donde se habla de que Mortimer estuvo enamorado de una princesa india y de una escritora inglesa, probablemente como un intento de los nuevos autores de la serie de disipar los rumores de una relación homosexual entre los dos héroes, debido a su fuerte vínculo de amistad, su casa en común y la ausencia de mujeres en las historias.
El capitán Francis Percy Blake, galés, oficial de Su Majestad, es un antiguo piloto de la Royal Air Force que llegó a ser director del servicio de seguridad británico MI5, el servicio de contrainteligencia británico. Es el epítome de la compostura británica, pareciendo frío y distante, absolutamente en control de sus reacciones. Es combativo y persistente, pero reflexivo y cauto. Es también un maestro de los disfraces.
El profesor Philip Angus Mortimer, físico nuclear, de origen escocés y formado en la India, está considerado uno de los científicos más eminentes del Reino Unido. También es arqueólogo aficionado, y es en resumen el arquetipo de intelectual británico. Pelirrojo y barbado, fumador de pipa, es jovial, travieso, imaginativo y gracioso. Su impulsividad puede llevarle a ignorar el peligro y meterse en problemas, y los episodios cómicos le ocurren siempre a él.
Su principal antagonista es el coronel Olrik, que aparece en casi todos los álbumes de la serie. Aparece por primera vez como jefe de inteligencia del dictador oriental Basam Damdu. Desde entonces ha sido mercenario, espía, contrabandista y en general un aventurero criminal. Hombre culto y de acción, no duda en utilizar cualquier artimaña para conseguir sus fines.
Precedentes de estos tres personajes pueden encontrarse en la primera obra de Jacobs, Le Rayon U (El rayo U; 1943), donde se llaman, respectivamente, profesor Marduk, Lord Calder y capitán Dagon (la historia tiene un gran parecido con uno de los álbumes de la serie Blake y Mortimer, El enigma de la Atlántida).
El modelo de Philip Mortimer fue un amigo y esporádico colaborador de Jacobs, Jacques Von Melkebeke, aunque el dibujante le añadió una barba de la que su amigo carecía. Para crear a Blake, se inspiró en el físico de otro amigo y colaborador, Jacques Laudy, añadiéndole un bigote. Olrik, en cambio, tiene los rasgos del propio autor.

## Características de la historia
Aunque la serie se llama (sin duda por razones de eufonía) Blake y Mortimer, es el profesor Mortimer quien suele ser el protagonista principal. En la serie original, es principalmente él quien, por su carácter impulsivo, se ve envuelto en circunstancias aventureras. Blake es el hombre recto, el serio oficial del ejército que acude al rescate. Del lado de los villanos, el coronel Olrik combina características de ambos héroes.
El atractivo de la serie reside, entre otras cosas, en su mezcla de realismo y ciencia ficción. Mientras que ciertas historias son principalmente militares y tecnológicas, otras son más históricas y esotéricas, o mezclan la acción bélica o policial con el uso de descubrimientos científicos. El trabajo de Jacobs se caracterizaba especialmente por su énfasis en el realismo y la precisión en los detalles, a menudo trabajando a partir de fotografías o bocetos de localizaciones, así como por el interés de que los lectores pudieran aprender mientras se entretenían. 
Las tramas son generalmente policiacas. Las historias de Blake y Mortimer están ambientadas en la época contemporánea a su publicación, a excepción de La trampa diabólica, episodio en que se relata un viaje en el tiempo al París del siglo LI, precedido por dos cortas excursiones a la Edad Media y al Jurásico. Cuando la serie fue retomada por otros dibujantes, la ambientación en los años cincuenta/sesenta se mantuvo.
Las aventuras de Blake y Mortimer se caracterizan así mismo por girar en torno a una expedición, la mayoría de las veces con aventuras ocultas que continúan hasta el final, donde regresan de vuelta a la luz. Las estructuras de las historias presentan algunas similitudes: cuando comienza la aventura ya han tenido lugar ciertos acontecimientos importantes pero no descritos; al principio de La marca amarilla, por ejemplo, el personaje titular ya se ha dado a conocer a través de diversas actividades de las que el lector solo se entera cuando Mortimer lee un periódico sobre estos acontecimientos. Algunas de las aventuras también terminan con los personajes reflexionando sobre lo que han aprendido de sus experiencias: después de sus viajes a través del tiempo en La trampa del tiempo, Mortimer concluye que, en lugar de quedarse en los "buenos tiempos pasados" o de esperar un "futuro más brillante", hay que contentarse con el presente.

## Volúmenes publicados
- 1947 - El secreto del Espadón (Le Secret de l'Espadon, en tres volúmenes). Guion y dibujos de Edgar P. Jacobs.
- 1950 - El misterio de la Gran Pirámide (Le Mystère de la Grande Pyramide, en dos volúmenes). Guion y dibujos de Edgar P. Jacobs.
- 1953 - La Marca amarilla (La Marque Jaune). Guion y dibujos de Edgar P. Jacobs.
- 1955 - El enigma de la Atlántida (L'énigme de l'Atlantide). Guion y dibujos de Edgar P. Jacobs.
- 1958 - S.O.S. Meteoros (S.O.S. Metéores: Mortimer à Paris). Guion y dibujos de Edgar P. Jacobs.
- 1960 - La trampa diabólica (Le Piège diabolique). Guion y dibujos de Edgar P. Jacobs.
- 1965 - El caso del collar (L'Affaire du Collier). Guion y dibujos de Edgar P. Jacobs.
- 1970 - Las tres fórmulas del profesor Sato (Les trois Formules du Professeur Sato: Mortimer à Tokyo. Guion y dibujos de Edgar P. Jacobs.
- 1990 - Las tres fórmulas del profesor Sato (Les trois Formules du Professeur Sato: Mortimer à Tokyo (segundo volumen). Guion de Edgar P. Jacobs y dibujos de Bob de Moor.
- 1996 - El caso Francis Blake (L'Affaire Francis Blake). Guion de Jean Van Hamme y dibujos de Ted Benoit.
- 2000 - La maquinación Voronov (La Machination Voronov). Guion de Yves Sente y dibujos de André Juillard.
- 2001 - La extraña cita (L'Étrange Rendez-Vous). Guion de Jean Van Hamme y dibujos de Ted Benoit.
- 2003-2004 - Los sarcófagos del sexto continente (Les Sarcophages du Sixiéme Continent). Guion de Yves Sente y dibujos de André Juillard.
- 2008 - El santuario de Gondwana (Le Sanctuaire du Gondwana). Guion de Yves Sente y dibujos de André Juillard.
- 2009 - La maldición de los treinta denarios I (La malediction des trente deniers I). Guion de Jean Van Hamme y dibujos de René Sterne y Chantal de Spiegeleer.
- 2010 - La maldición de los treinta denarios II (La malediction des trente deniers II). Guion de Jean Van Hamme y dibujos de Antoine Aubin y Étienne Schréder.
- 2012 - El juramento de los cinco lores (Le serment des cinq lords). Guion de Yves Sente y dibujos de André Juillard.
- 2013 - La onda Septimus (L'onde septimus). Guion de Jean Dufaux y dibujos de Antoine Aubin.
- 2015 - La vara de Plutarco (Le bâton de Plutarque). Guion de Yves Sente y dibujos de André Juillard.
- 2017 - El testamento de William S. (Le testament de William S.). Guion de Yves Sente y dibujos de André Juillard.
- 2018 - El valle de los inmortales I (La vallée des immortels I). Guion de Yves Sente y dibujos de Peter Van Dongen y Teun Berserik.
- 2019 - El valle de los inmortales II (La vallée des immortels II). Guion de Yves Sente y dibujos de Peter Van Dongen y Teun Berserik.
- 2019 - El último faraón (Le dernier pharaon). Guion de Jaco van Dormael, Thomas Gunzig y dibujos de François Schuiten y Laurent Durieux.
- 2020 - El grito de Moloch (Le cri du Moloch). Guion de Jean Dufaux y dibujos de Christian Cailleaux y Étienne Schréder.
- 2021 - El último espadón (Le dernier espadon). Guion de Jean Van Hamme y dibujos de Peter Van Dongen y Teun Berserik.
- 2022 - Ocho horas en Berlín (Huit heures à Berlin). Guion de José Louis Bocquet y Jean-Luc Fromental y dibujos de Antoine Aubin.

## Ediciones en español
En España, algunas de las aventuras de Blake y Mortimer de Jacobs, como La marca amarilla, fueron publicadas primero por entregas en la revista Cairo. La editorial Grijalbo publicó, desde comienzos de los años 80, todos los álbumes de Jacobs, incluyendo el segundo volumen de Las tres fórmulas del profesor Sato, dibujado por Bob de Moor. Posteriormente, los derechos de edición han pasado a Norma Editorial, quien ha reeditado todos los álbumes de Jacobs y publica también los nuevos álbumes de la serie.
La revista argentina Billiken publicó, en episodios,"El misterio de la Atlántida", "Trampa diabólica" y "SOS Meteoros" durante los años 60.
Desde 2024, Norma Editorial publica una serie de integrales donde se recopilan los tomos de la colección:
2024 (enero) - Integral 1: El secreto del Espadón (I, II, III) y El misterio de la gran pirámide (I, II).
2024 (septiembre) - Integral 2: La marca amarilla, El enigma de la Atlántida y S.O.S. Meteoros.
2025 (febrero) - Integral 3: La trampa diabólica, El caso del collar, Las tres fórmulas del profesor Sato (I, II).

## Adaptaciones y parodias
Aunque el director español Álex de la Iglesia anunció que preparaba una adaptación del cómic de Jacobs, en concreto de "La Marca Amarilla", cuyo estreno sería en 2010, el proyecto fue finalmente pospuesto.[cita requerida] Los actores que el director tenía pensado que protagonizaran la película eran Hugh Laurie en el papel de Mortimer y Kiefer Sutherland en el de Blake.
Los personajes de Edgar P. Jacobs han sido parodiados en obras como Royal Gentlemen Club de Nicky, obra de carácter pornográfico, en la cual aparecen tanto los dos héroes como el villano en un ambiente donde predomina la disciplina, el esfuerzo, la flema y la entrega.